# Емили Ванкамп
Емили Ирене Ванкамп (енгл. Emily Irene VanCamp; Порт Пери, 12. мај 1986) је канадска глумица позната по улогама у телевизијској серији „Евервуд“, АБЦ драми   „Браћа и сестре“ и „Освета“, а као Шерон Картер тј. Агент 13 у филмовима Марвеловог филмског универзума: „Капетан Америка: Зимски војник“ (2014) и „Капетан Америка: Грађански рат“ (2016), као и Дизни+ серијама „Фалкон и Зимски војник“ (2021) и „Шта ако...?“ (2021). Емили глуми женску улогу у медицинској драмској серији „Резидент“, којa је дебитовала у јануару 2018. године.

## Детињство
Емили је рођена у Порт Перију у Онтарију. Њен отац, Роберт Ванкамп је нутрициониста за исхрану животиња и као мала, доста времена је проводила радећи за њега као и достављајући храну клијентима у и око њеног родног града. Почела је да плеше у својој трећој години. Желећи да постане професионална плесачица, са 11 година је убедила родитеље да је пусте да присуствује летњем програму тренинга у Монтреалу. Када је имала 12 година, примљена је у школу École supérieure de ballet du Québec, програм обуке  Les Grands Ballets Canadiens, и преселила се у локалну француско-канадску породицу.

## Лични живот
Емили има три сестре. Течно говори француски. Такође је успешна и обучена плесачица која је као дете изучавала и тренирала балет, џез, хип-хоп и степовање што јој је добро дошло у њеним сценама борбе у филму„Освета“ . Она верује да би, да није започела глуму, вероватно или наставила да плеше или би урадила нешто везано за кување. Емили је почела да се забавља са Џошом Боуманом иѕ филма „Освета“ крајем 2011. године. Пар је 11. маја 2017. објавио да су верени, и венчали се 15. децембра 2018. на Бахамима. Емили себе идентификује као феминисткињу.

## Каријера

### 1998–2002: Почеци каријере
1998. године Емили се заинтересовала за глуму након што је посетила сестру Кејти на сету филма „Женски тоалет“. Почела је да води часове глуме у суботом поподне, пронашла је агента и након што је радила на неколико реклама, глумила је у другом делу канадске хорор дечије антологије телевизијске серије„Бојиш ли се мрака?“. Њен лик је био присутан у једној сцени без дијалога.
Следеће године објављено је њено прво позоришно играно остварење, драма лезбејске тематике „Изгубљени и делирични“, у Текст индексакојој је играла споредну улогу сестре Џесике Паре и још један телевизијски гост у епизоди краткотрајне медицинске хорор серије„Ал соулс“, где је била жртва погођена ударом са повредом кичме. Емили је имала и улоге у серији „Коцке“ коју је режирао Рејчл Талај и у ТВ филму „Откупитељ“ који је режирао Грем Клифорд, који је емитован почетком 2002.